# Talence
Talence (occitano:  Talança) è un comune francese di 42 179 abitanti situato nel dipartimento della Gironda nella regione della Nuova Aquitania.

## Società

### Evoluzione demografica
Abitanti censiti

## Educazione
- École nationale supérieure d'électronique, informatique, télécommunications, mathématiques et mécanique de Bordeaux

## Amministrazione

### Gemellaggi
- Alcalá de Henares, Spagna
- Trikala, Grecia